# منصور بن ناصر الفارسي
منصور بن ناصر بن محمد الفارسي (1895 - 24 يونيو 1976) (1313 - 27 جمادى الآخرة 1396) فقيه وقاضي إباضي وشاعر وكاتب عماني. ولد ببلده فنجا بولاية بدبد ونشأ بها. تلقّى العلوم الأوليّة على يد والده، ثم قرأ علوم العقيدة والإسلامية على جدّه، كما قرأ مبادئ النحو العربية على علماء بلدته. سافر إلى نزوى ومنح وأخذ من علماء عصره. عيّن قاضيًا على ولاية بدبد في سنة 1923 ثم على ولاية نزوى في 1942. اختاره الإمام محمد بن عبد الله الخليلي ليكون وزيرًا ومستشارًا له. توفي في نزوى ودفن بها. له مؤلفات عديدة وأشعار. 

## سيرته
هو منصور بن ناصر بن محمد بن سيف بن محمد بن عدي بن فارس بن صالح بن ناصر بن محمد الفارسي الخروصي. ولد عام 1313 هـ/ 1895 م ببلده فنجا بولاية بدبد الداخلية ونشأ بها. تلقّى العلوم الأوليّة على يد والده، ثم قرأ علوم العقيدة والإسلامية على جدّه، كما قرأ مبادئ النحو العربية على علماء بلدته منهم سالم بن فريش الشامسي، ثم هاجر إلى نزوى، حيث واصل تلقي العلم على يد علمائها منهم حامد بن ناصر ثم رحل إلى منح فلازم قسور بن حمود الراشدي فأخذ عنه علم التصريف، ثم عاد إلى نزوى ولازم سليمان الكندي وأخذ عنه علوم البلاغة من معان وبيان وبديع وأخذ عنه كذلك أصول الدين والفرائض، وأخذ علم الفقه أصوله وفروعه من العلماء: محمد بن عبد الله الخليلي، وعامر بن خميس المالكي، و عبد الله بن عامر العزري، وسعيد بن أحمد الكندي، وحمد بن عبيد السليمي، وسالم بن فريش الشامسي.

أقره الإمام محمد بن عبد الله الخليلي قاضيًا على ولاية بدبد في سنة 1923، ثم نقل إلى ولاية نزوى ليكون قاضيا هناك في 1942، ثم اختاره الإمام ليكون وزيرًا ومستشارًا له، فجعله مشرفًا على أموال بيت المال إلى جانب مسؤوليته عن القضاء، وفي فترة حكم السلطان سعيد بن تيمور تمّ إقراره قاضيًا على ولاية نزوى ونواحيها.

توفي عن عمر يناهز الأربعة والثمانين عاما في 27 من جمادى الثانية سنة 1396/ 24 يونيو 1976، ودُفِن في نزوى.

## شعره
ذكرت في معجم البابطين «يدور شعره حول الموضوعات التقليدية من مدح ورثاء وغزل، وله في الفقه أسئلة وأجوبة، وقد رثى زوجتيه في قصيدة واحدة، لغته تراثية ومعانيه قديمة ومعجمه أميل إلى التراث القديم منه إلى المعاصرة.»

## مؤلفاته
مؤلفاته:
- الدرر المنثورة في شرح المقصورة، شرح لقصيدة المقصورة لأبي مسلم ويقع في مجلد واحد.
- ديوان سموط الفرائد على نحور الحسان الخرائد، قصائد شعرية في اثني عشر بابًا
- عنوان الآثار، يتضمن أسئلة وأجوبة فقهية نثرية ونظمية
- رياض الأزهار وحلية الأسفار، تسعًا وثلاثين قصيدة في الأديان والأحكام
- الغاية القصوى في الأحكام والفتوى، مجموع أسئلة وأجوبة نظمية،
- هداية الرحمن في ثبوت خلق القرآن
- الدرة البهية في علم العربية، شرح لأرجوزة في النحو والصرف نظمهما المؤلف نفسه، يقع في مجلد واحد.
- رسالة الدليل الواضح في حط الجوائح
- رسالة الكلمة المحكمة في الرد على قضاة المحكمة
- الدليل والبرهان في إقامة الجمعة لوجود السلطا
- منظومة العقد الفريد في خالص التوحيد
- رسالة في الأروش: ولكنها متمزقة وغير مكتملة
- قصيدة في الجروح والأروش: من بحر الوافر على قافية الراء
- تقريب الأذهان إلى علمي المعاني و البيان،
- مسائل وأجوبة نثرية ونظمية، متفرقة في كثير من الكتب